# Інформаційний щит природно-заповідного фонду

Приклад інформаційного щита природно-заповідного фонду України

Інформаційний щит природно-заповідного фонду - офіційна вивіска державного зразку, що встановлюється по периметру території природно-заповідного фонду та інформує про її охоронний статус.
Положення про єдині державні знаки та аншлаги на територіях та об'єктах природно-заповідного фонду України затверджено Наказом Міністерства охорони навколишнього природного середовища України від 29 березня 1994 р. № 30.

## Завдання
Головним завданням встановлення інформаційних та охоронних знаків є забезпечення інформованості та природоохоронне виховання населення, підвищення ефективності роботи природоохоронних установ та організацій.

## Характеристики інформаційного щита

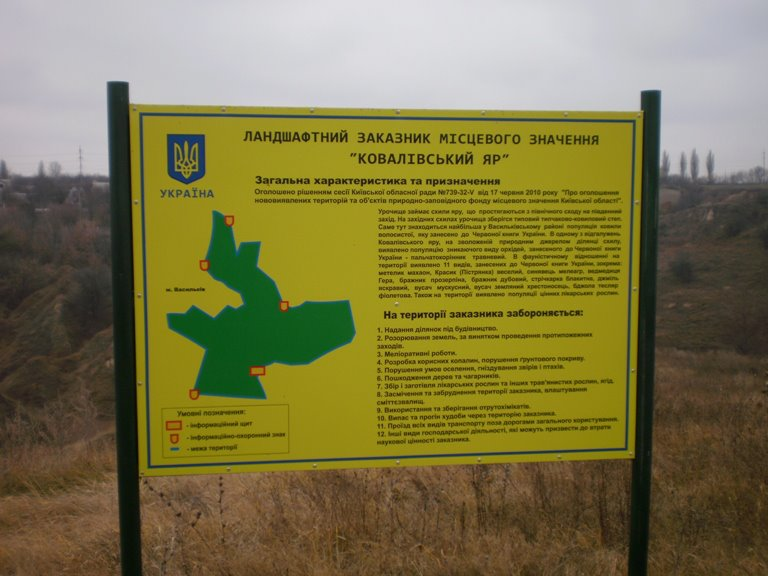
Нанесення схеми розміщення інформаційно-охоронних знаків на інформаційному щиті

Інформаційний щит встановлюється в місцях масового відпочинку, на оглядових майданчиках, автостоянках, біля адміністративних приміщень територій та об’єктів природно-заповідного фонду. Інформаційний щит містить інформацію про найменування території (об’єкта) природно-заповідного фонду, його призначення, загальну характеристику тощо. Інформаційний щит має форму горизонтального прямокутника розміром 841 х 1189 мм жовтого кольору із синьою окантовкою (допускається збільшення розмірів удвічі).
Для виготовлення знаків використовуються листовий алюміній, сталевий лист, оцинковане дахове залізо, багатошаровий дикт, полікарбонат, композитні матеріали, пластик, інші матеріали, що можуть забезпечити їх довговічність. Допускається застосування місцевих матеріалів - дерева, каменю, тощо.
Для отримання естетичних і довговічних знаків, які здатні витримати тривалу дію атмосферних опадів, прямих сонячних променів, морозу, спеки, рекомендується використовувати тільки високоякісні олійні фарби, алкідні емалі, плівки оракал, ПВХ, банерну тканину, тощо.
Опорами для щитів можуть служити дерев'яні стовпи діаметром не менше 10 см, металеві труби діаметром не менше 50 мм, залізобетонні стовпи шириною профіля 85 мм.
Висота розташування щита обирається залежно від місць їх розташування. Відстань від нижнього краю вивіски та інформаційного щита має становити від 1,5 до 2,2 м,  Інформаційні щити заборонено встановлювати на відстані менше 1 м від дротів лінії високої напруги. У межах охоронної зони високовольтних ліній підвішувати знаки на тросах-розтяжках забороняється.
На схемі, розміщеній на інформаційному щиті, зображається також розміщення самого щита на місцевості, а також - інформаційно-охоронних знаків.

## Встановлення
Висота розташування інформаційних та охоронних знаків обирається залежно від місць їх розташування. Відстань від нижнього краю вивіски та інформаційного щита має становити від 1,5 до 2,2 м, інформаційно-охоронних знаків - від 2 до 3 м. Інформаційні та охоронні знаки заборонено встановлювати на відстані менше 1 м від дротів лінії високої напруги. У межах охоронної зони високовольтних ліній підвішувати знаки на тросах-розтяжках забороняється.

## Додатково
- Інформаційно-охоронний знак природно-заповідного фонду
- Межовий охоронний знак природно-заповідного фонду

Файли із шаблоном межового охоронного знаку у векторних форматах, доступні для завантаження на Вікісховищі [Архівовано 3 грудня 2020 у Wayback Machine.].